# Монолитные конструкции
Монолитные конструкции — строительные конструкции, изготовленные главным образом из железобетона и фибробетона, основные части которых выполняются непосредственно на строительной площадке путём укладки бетонной смеси и арматуры в предварительно подготовленную опалубку, обычную или несъёмную.

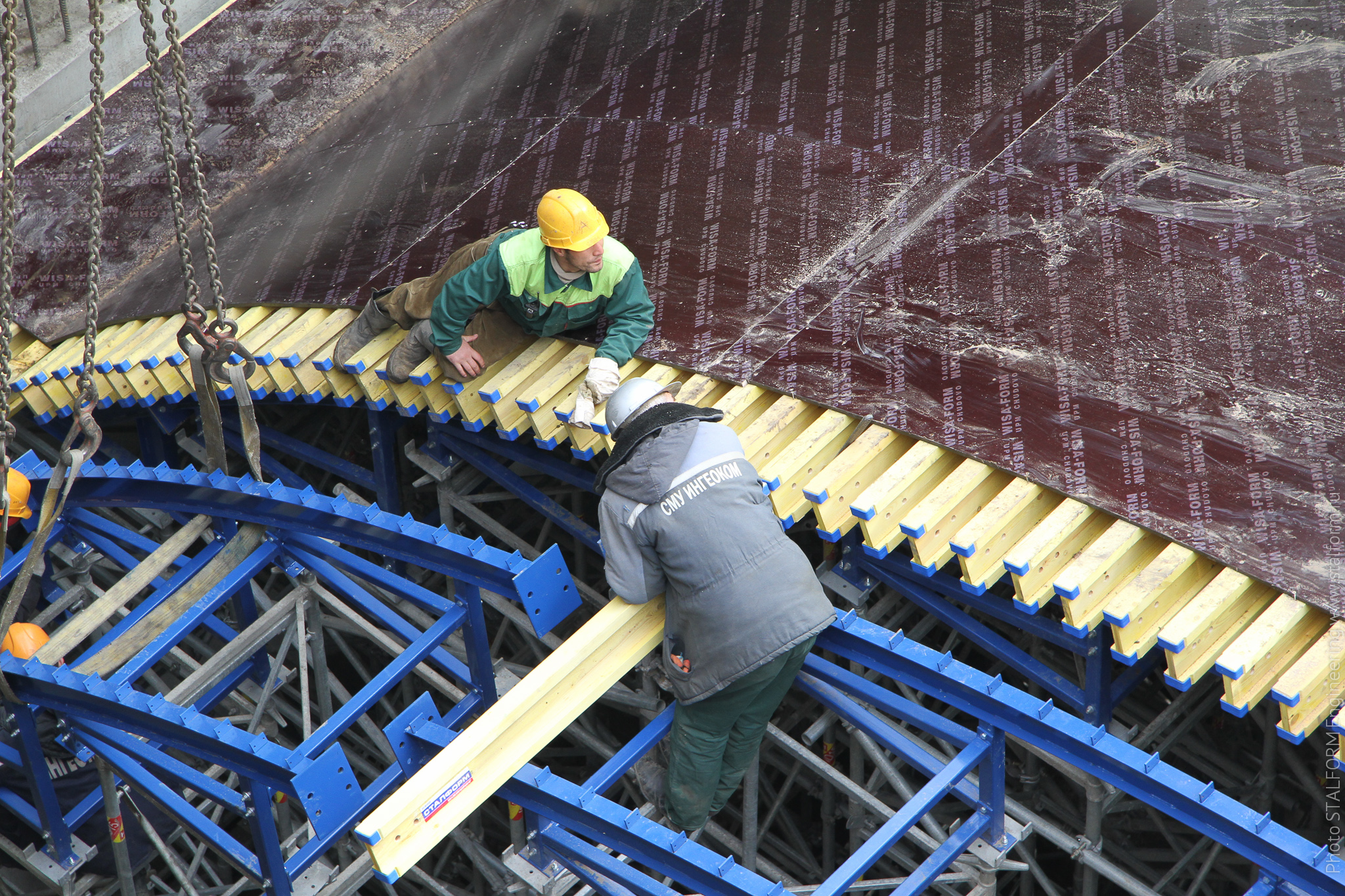
Подготовка опалубки для монолитной конструкции

Применение монолитных конструкций в строительстве позволяет сооружать как типовые здания, прямоугольные в плане и профиле, так и уникальные сооружения любой конфигурации.
Особо эффективны монолитные конструкции при создании сооружений, которые не поддаются членению (например, мощные фундаменты под станки с высокими динамическими нагрузками).
Одно из главных достоинств монолитных конструкций в том, что потеря отдельных элементов конструкции не превращает её в мгновенно изменяемую структуру; другими словами, не приводит к немедленному разрушению.
При возведении монолитных конструкций облегчается решение проблем, связанных со стыками элементов, их герметизацией. Это, в свою очередь, благоприятно сказывается на гидроизоляции конструкции, звуко- и теплоизоляции.
Монолитные конструкции широко применяются в строительстве метро (тоннели, платформы, своды), высотных домов, военных объектов (бункеры, тоннели, объекты на полигонах для испытания оружия, в том числе ракет и гражданского строительства) и космодромов (бункеры, стартовые площадки).